# Карл Фердинанд Браун
Карл Фердинанд Браун (нім. Karl Ferdinand Braun; 6 червня 1850, Фульда — 20 квітня 1918, Нью-Йорк) — німецький фізик, лауреат Нобелівської премії з фізики в 1909 р. (разом з Гульєльмо Марконі). Зробив вагомий вклад у розробки технічного застосування електромагнітних хвиль. Винахідник кінескопа (катодно-променевої трубки). У німецькомовних країнах кінескоп досі називають трубкою Брауна.

## Ранні роки
Народився 6 червня 1850 р. у м. Фульді в родині Конрада та Франціски (Герінг) Браунів. Батько був гессенським чиновником. У 1868 р., по закінченню місцевої гімназії, вступив до Марбурзького університету, де вивчав фізику, хімію та математику. У 1869 р. переїхав до Берліна, де працював у приватній лабораторії Г. Г. Магнуса. Після смерті Магнуса навесні 1870 р. продовжив дослідження у Георга-Германа Квінке, причому особливо цікавився коливанням струн іпружних стержнів. По цій темі написав дисертацію на ступінь доктора фізики під керівництвом Г. Квінке та захистив її в 1872 р.

## Робота вчителем
Оскільки у Брауна не було коштів, щоб зайняти посаду асистента, а пізніше і приват-доцента, він 1873 року склав державний іспит на звання вчителя гімназії і наступного року став працювати другим учителем математики і природознавства в одній зі шкіл Лейпцига. 1874 року Браун став директором гімназії Томаса в Лейпцизі. Там, окрім основної діяльності, він досліджував коливання та провідність струму та зробив перше відкриття. На цю тему він написав 1874 року в Analen der Physik und Chemie: «… велика кількість природних і штучних сірчаних металів … мала різний опір в залежності від напрямку, величини і тривалості струму. Відмінності становили до 30 % від повної величини.»
Цей ефект випрямовувача в кристалах суперечив закону Ома, і на нього майже не звернули уваги. Проте це відкриття підтвердило наукову репутацію Брауна. Пояснити цей ефект, незважаючи на інтенсивні дослідження, Браун не зміг — йому бракувало фундаментальних знань з фізики. Це знайшло пояснення тільки в XX столітті з розвитком квантової механіки.

## Викладання в університеті
У 1877 р. Браун став професором теоретичної фізики в Марбурзі. У 1880 р. він переїхав до Страсбургу і обійняв посаду професора фізики в Технічному університеті Карлсруе. У 1887 р. він переїхав до університету ім. Ебернарда Карла в Тюбінгені і взяв там активну участь у заснуванні та будівництві фізичного інституту. У 1895 р. він став директором інституту і професором у Страсбурзькому університеті.
Браун був відомим серед студентів своєю майстерністю зрозуміло розповісти складний матеріал та зрозумілі навіть дилетантам експерименти. У такому ж вільному, місцями гумористичному стилі він написав підручник «Молодий математик і природодослідник», виданий 1875 року.
Серед його учнів найвідоміші Джонатан Ценнек — основоположник вивчення іонів, Мандельштам Леонід Ісаакович і Папалексі Микола Дмитрович — засновники російської школи високочастотної техніки.

## Особисте життя
В 1886 р. Браун одружився з Амелією Бюхлер; у них було два сини і дві дочки.

## Трубка Брауна
Популярним Браун став завдяки винаходу катод-променевої трубки. Нині цим приладом вважається вакуумована трубка з горизонтальними і вертикальними котушками, що відхиляють катодні промені. Перша версія, яка була розроблена в 1897 р. в Карлсруе, була не такою досконалою: у неї був холодний катод та помірний вакуум, що вимагало прискорюючої напруги в 100 кіловольт, щоб світловий слід відхиленого магнітним полем променя було видно. Крім того, магнітне відхилення було зроблено тільки в одному напрямку. Другий напрямок розгортався за допомогою дзеркала, яке оберталося і було розміщене перед кулею, що світилася. Проте промисловість відразу зацікавилася відкриттям і тому воно швидко модифікувався. Вже в 1899 р. асистент Брауна — Ценнек — ввів магнітне вертикальне відхилення, потім з'явився розжарюваний катод, циліндр Венельта та високий вакуум. Після цього ці трубки застосовуватися не тільки для осцилографів, але і як основна деталь телевізорів, виробництво яких розпочалося з 1930 р.

## Радіоприймач
Після винаходу кінескопа Браун розпочав дослідження в області бездротового телеграфу з метою створити вправний радіоприймач. Проблема радіотехніки того часу полягала у відсутності надійного приймача. Як фізик, Браун звик покладатися на відтворювані умови експериментів. Звичні у той час приймачі на основі когерера не могли забезпечити цього. Тому Браун замінив когерер на кристалічний детектор, що дозволило здійснити стрибок у розвитку чутливості приймача, попри те, що кристалічний детектор повинен був постійно наново налаштовуватися. Тільки електронні лампи змогли замінити кристалічний детектор, який і після цього продовжував використовуватися в простих приймачах. Кристалічний детектор використовувався і в перших УКХ радарах.

## Радіопередавач
Браун також зробив вклад у розвиток радіотехнічних передавачів. Гульєльмо Марконі зібрав свій передавач переважно методом проб та помилок, і Браун зміг його вдосконалити, завдяки фізичним міркуванням. Спочатку коливальний і антенний контури становили єдине ціле. Браун розділив їх. Тепер з'явився первинний контур, що складався з конденсатора й іскрового проміжку, і індуктивно зв'язаний антенний контур. У такій системі було набагато легше підвищити енергію передавача. Тому вже в 1899 р. з'явилися настільки потужні передавачі, що поняття далека телеграфія отримало виправдання: якщо до того могли робити передачі тільки на 20 км, то в 1901 р. Марконі зміг здійснити передачу з Англії до Північної Америки.
Водночас, намагався Браун знайти заміну технології пробійної іскри, яка виробляла лише затухаючі коливання. Йому вдалося це за допомогою генераторів змінного струму, які виробляли незгасаючі коливання. Здійснити те ж саме за допомогою зворотного зв'язку на електронних лампах йому не вдалося.

## Інші наукові досягнення
Браун також займався проблемою спрямованості радіопередач. Він був одним з перших, кому вдалося побудувати спрямовану антену.
1904 р. Брауну вдалося продемонструвати, що електромагнітні хвилі і світло однаково відбиваються та поглинаються. Це свідчило про те, що світло є електромагнітним коливанням і підтверджувало теоретичні висновки, зроблені Максвеллом в 1860 р.

## Нобелівська премія
У 1909 р. Браун отримав, спільно з італійцем Гульєльмо Марконі, Нобелівську премію «за видатний внесок у створення бездротової телеграфії».

## Товариство бездротової телеграфії «Telefunken»
Браун був співзасновником ТОВ «Радіотелеграфія Кельн» (1898) і Товариства по бездротовій телеграфії «Telefunken» в Берліні (1903). Остання компанія привела його у віці 64 років з підірваним здоров'ям у Нью-Йорк: велика радіостанція в Сегвілі мала припинити свою роботу через патентну суперечку. Процес затягувався, причому вступ США в Першу світову війну застав Брауна зненацька і він не міг більше повернутися до Німеччини. Він продовжував проживати як інтернований в Брукліні, поки в 1918 р. не помер через нещасний випадок.

## Патенти
- Патент США 0750429, Бездротова електрична передача сигналів над поверхнею (англ.)
- Патент США 0763345, Засоби для налаштування та регулювання електричних ланцюгів (англ.)